# Anthicus hingstoni
Anthicus hingstoni là một loài bọ cánh cứng trong họ Anthicidae. Loài này được Blair miêu tả khoa học năm 1927.